# Nagłowice
Nagłowice is een dorp in het Poolse woiwodschap Święty Krzyż, in het district Jędrzejowski. De plaats maakt deel uit van de gemeente Nagłowice en telt 950 inwoners.

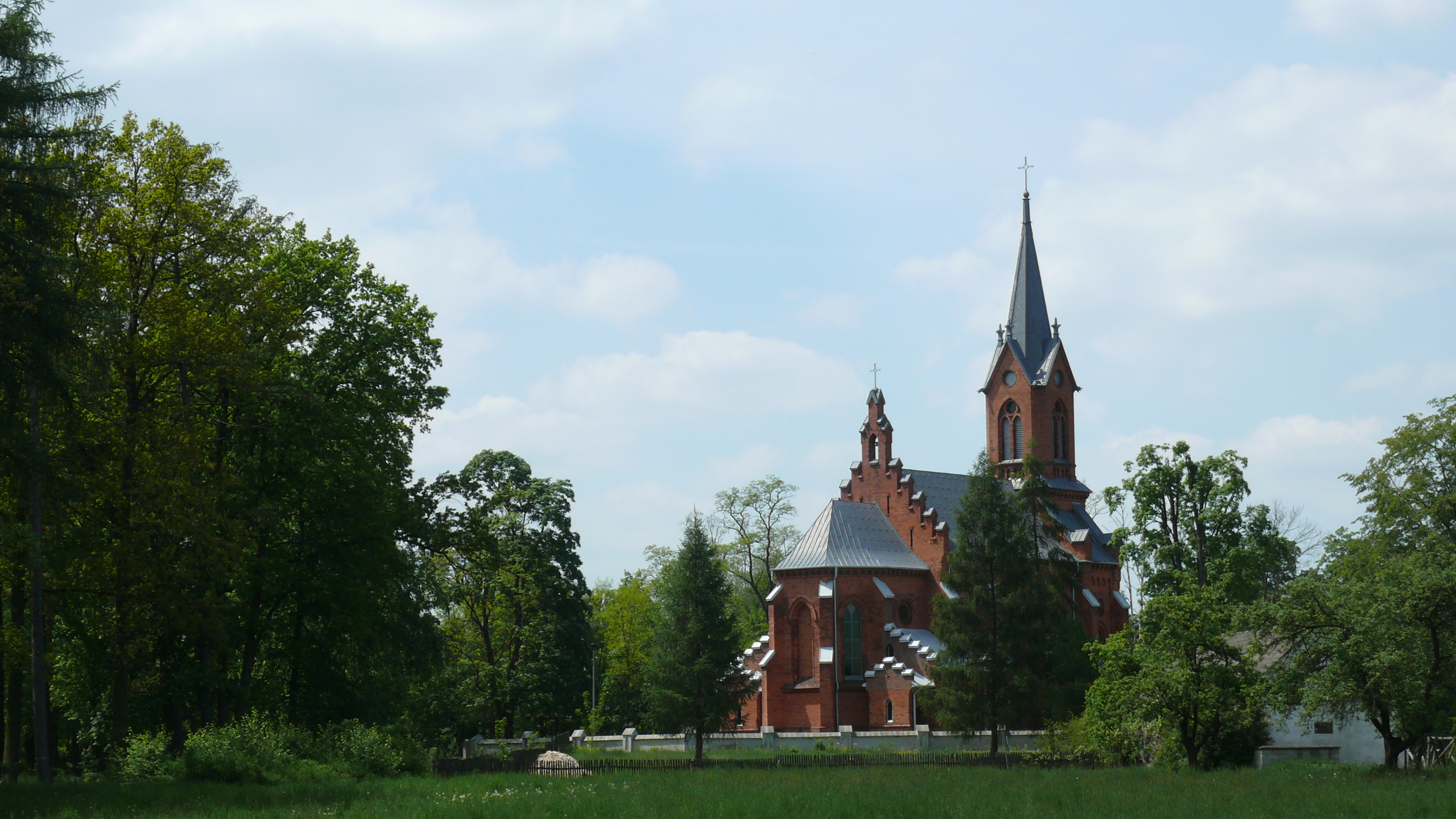
Rooms-katholieke kerk van Nagłowice
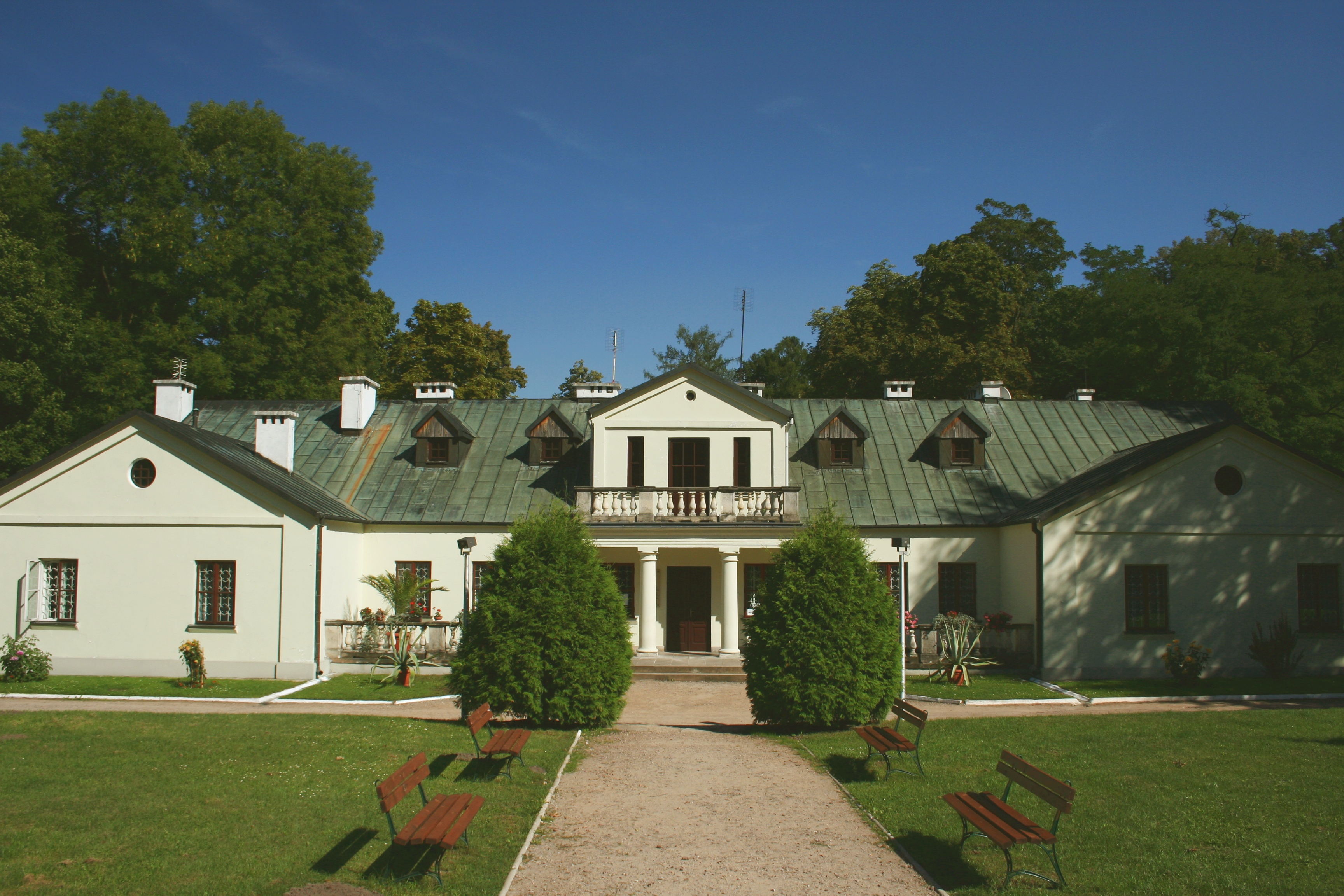
Mikolaja Rejamuseum in Nagłowice